# Maitrīpāda
Maitrīpāda, né vers 1007 et mort en 1085, également connu sous les noms de Maitrīgupta, Advayavajra et, pour les Tibétains, Maitrīpa, est un éminent bouddhiste indien Mahāsiddha associé à la transmission mahamoudra. Son professeur principal était Shavaripa (en). Son plus célèbre élève fut Marpa.